# Allsvenskan i bandy för damer 2007/2008
Allsvenskan i bandy för damer 2007/2008 spelades 17 november 2007–9 februari 2008, och vanns av AIK. Säsongen avslutades med att AIK blev svenska mästarinnor efter seger med 3-0 mot IFK Nässjö i finalmatchen på Studenternas IP i Uppsala den 15 mars 2008.

## Upplägg
- Lag 1-2 gick vidare till semifinaler, lag 3-6 till kvartsfinaler. Lag 7-8 till kvalspel mot seriesegrarna i Division I norra och Division I södra.

## Förlopp
- Grundserien, som vanns av AIK, avslutades tidigare än vanligtvis så att slutspelet om svenska mästerskapet kunde påbörjas direkt efter världsmästerskapet 2008.
- Skytteligan vanns av Johanna Pettersson, Sandvikens AIK med 42 fullträffar.[2].

## Seriespelet
| Nr | Lag               | S  | V  | O | F  | +/-      | P  |
| -- | ----------------- | -- | -- | - | -- | -------- | -- |
| 1  | AIK               | 14 | 12 | 1 | 1  | 107 - 22 | 25 |
| 2  | IFK Nässjö        | 14 | 11 | 1 | 2  | 88 - 24  | 23 |
| 3  | Västerstrands AIK | 14 | 10 | 2 | 2  | 96 - 27  | 22 |
| 4  | Sandvikens AIK    | 14 | 9  | 0 | 5  | 60 - 31  | 18 |
| 5  | Kareby IS         | 14 | 5  | 0 | 9  | 51 - 63  | 10 |
| 6  | Tranås BoIS       | 14 | 4  | 0 | 10 | 38 - 64  | 8  |
| 7  | Edsbyns IF        | 14 | 3  | 0 | 11 | 25 - 79  | 6  |
| 8  | Karlsbyhedens IK  | 14 | 0  | 0 | 14 | 22 - 177 | 0  |

## Seriematcherna
| - 17 november 2007: AIK-Karlsbyhedens IK 15-1 - 17 november 2007: Sandvikens AIK-Tranås BoIS 7-3 - 17 november 2007: Edsbyns IF-Kareby IS 1-3 - 18 november 2007: Västerstrands AIK-IFK Nässjö 4-1 - 24 november 2007: Kareby IS-Sandvikens AIK 3-4 - 24 november 2007: Karlsbyhedens IK-Västerstrands AIK 0-19 - 24 november 2007: Tranås BoIS-AIK 2-6 - 24 november 2007: IFK Nässjö-Edsbyns IF 8-0 - 1 december 2007: Kareby IS-Karlsbyhedens IK 11-2 - 1 december 2007: Sandvikens AIK-IFK Nässjö 0-3 - 1 december 2007: Edsbyns IF-Tranås BoIS 7-4 - 1 december 2007: AIK-Västerstrands AIK 1-1 - 15 december 2007: Karlsbyhedens IK-Sandvikens AIK 3-8 - 15 december 2007: Tranås BoIS-Kareby IS 2-1 - 15 december 2007: IFK Nässjö-AIK 4-2 - 15 december 2007: Västerstrands AIK-Edsbyns IF 6-1 - 22 december 2007: AIK-Edsbyns IF 6-1 - 22 december 2007: Karlsbyhedens IK-Tranås BoIS 1-10 - 22 december 2007: IFK Nässjö-Kareby IS 10-3 - 22 december 2007: Västerstrands AIK-Sandvikens AIK 5-3 - 26 december 2007: Tranås BoIS-IFK Nässjö 2-3 - 26 december 2007: Kareby IS-Västerstrands AIK 3-8 - 29 december 2007: AIK-Kareby IS 8-3 - 29 december 2007: Sandvikens AIK-Edsbyns IF 5-0 - 29 december 2007: IFK Nässjö-Karlsbyhedens IK 10-3 - 29 december 2007: Västerstrands AIK-Tranås BoIS 6-2 - 5 januari 2008: Kareby IS-AIK 1-6 - 5 januari 2008: Karlsbyhedens IK-IFK Nässjö 0-26 - 5 januari 2008: Tranås BoIS-Västerstrands AIK 1-3 - 5 januari 2008: Edsbyns IF-Sandvikens AIK 0-7 | - 6 januari 2008: AIK-Sandvikens AIK 4-2 - 6 januari 2008: Karlsbyhedens IK-Edsbyns IF 3-7 - 6 januari 2008: Västerstrands AIK-Kareby IS 5-1 - 6 januari 2008: IFK Nässjö-Tranås BoIS 5-0 - 12 januari 2008: Kareby IS-IFK Nässjö 0-9 - 12 januari 2008: Sandvikens AIK-Västerstrands AIK 3-2 - 12 januari 2008: Tranås BoIS-Karlsbyhedens IK 7-2 - 12 januari 2008: Edsbyns IF-AIK 0-14 - 19 januari 2008: AIK-IFK Nässjö 4-0 - 19 januari 2008: Sandvikens AIK-Karlsbyhedens IK 10-0 - 19 januari 2008: Edsbyns IF-Västerstrands AIK 2-9 - 19 januari 2008: Kareby IS-Tranås BoIS 6-0 - 26 januari 2008: Karlsbyhedens IK-Kareby IS 2-8 - 26 januari 2008: Västerstrands AIK-AIK 2-6 - 26 januari 2008: IFK Nässjö-Sandvikens AIK 3-2 - 27 januari 2008: Tranås BoIS-Sandvikens AIK 0-2 - 27 januari 2008: Edsbyns IF-Karlsbyhedens IK 4-3 - 2 februari 2008: Karlsbyhedens IK-AIK 2-19 - 2 februari 2008: IFK Nässjö-Västerstrands AIK 3-3 - 2 februari 2008: Kareby IS-Edsbyns IF 5-0 - 3 februari 2008: Sandvikens AIK-AIK 1-2 - 3 februari 2008: Tranås BoIS-Edsbyns IF 3-1 - 9 februari 2008: Edsbyns IF-IFK Nässjö 1-3 - 9 februari 2008: AIK-Tranås BoIS 14-2 - 9 februari 2008: Västerstrands AIK-Karlsbyhedens IK 23-0 - 9 februari 2008: Sandvikens AIK-Kareby IS 6-3 |

## Slutspel om svenska mästerskapet

### Kvartsfinaler (efter UEFA:s cupmodell)
- 23 februari 2008: Kareby IS-Sandvikens AIK 2-2
- 23 februari 2008: Tranås BoIS-Västerstrands AIK 3-4

- 26 februari 2008: Västerstrands AIK-Tranås BoIS 10-2 (Västerstrands AIK vidare)
- 27 februari 2008: Sandvikens AIK-Kareby IS 4-0 (Sandvikens AIK vidare)

### Semifinaler (bäst av tre)
- 1 mars 2008: Sandvikens AIK-AIK 0-5
- 1 mars 2008: Västerstrands AIK-IFK Nässjö 3-4

- 8 mars 2008: AIK-Sandvikens AIK 4-2 (AIK vidare med 2-0 i matcher)
- 8 mars 2008: IFK Nässjö-Västerstrands AIK 1-3

- 9 mars 2008: IFK Nässjö-Västerstrands AIK 2-1 (IFK Nässjö vidare med 2-1 i matcher)

### Final
- 15 mars 2008: AIK-IFK Nässjö 3-0 (Studenternas IP, Uppsala)